# 고잉 인 스타일 (2017년 영화)
《고잉 인 스타일》(영어: Going in Style)은 잭 브래프가 감독한 2017년 코미디 범죄 영화이다. 동명의 1979년 영화를 리메이크했다. 모건 프리먼, 마이클 케인, 앨런 아킨, 맷 딜런, 앤마그릿, 크리스토퍼 로이드, 조이 킹, 존 오티즈 등이 출연하였다.

## 줄거리
오랜 지기인 뉴욕 노인 조, 윌리, 앨버트는 평생 일해온 회사가 팔리면서 연금이 날아가자 함께 은행을 털기로 한다.

## 출연
- 모건 프리먼 - 윌리 데이비스 역
- 마이클 케인 - 조 하딩 역
- 앨런 아킨 - 앨버트 가너 역
- 맷 딜런 - 특수 요원 알린 해머 역
- 앤마그릿 - 애니 샌토리 역
- 크리스토퍼 로이드 - 밀턴 컵책 역
- 조이 킹 - 브루클린 하딩 역
- 존 오티즈 - 헤수스 가르시아 역
- 피터 세러피너위치 - 피터 머피 역
- 조시 파이스 - 척 로프턴 역
- 마리아 디지아 - 레이철 하딩 역
- 키넌 톰프슨 - 키스 숀필드 역
- 애슐리 오프더하이드 - 커니카 데이비스 역
- 셔반 팰런 호건 - 밋지 역
- 제러미 보브 - 도널드 루이스 역
- 젠 폰턴 - 신혼 부부 역
- 롤리타 포스터 - 수술실 간호사 역
- 도리스 매카시 - 섹시한 노인 역
- 프랭크 어넬로 - FBI 요원 역
- 멜러니 니컬스킹 - 케리 색스 역
- 조 돌린스키 - 웩슬러 직원 역

## 수상 및 후보
- 2017년 제9회 본 스릴러 국제영화제 후보 경쟁 외
- 2018년 제44회 도빌 아메리칸 영화제 후보 트리뷰트